# Myloxena bruchiana
Myloxena bruchiana är en skalbaggsart som beskrevs av Ohaus 1909. Myloxena bruchiana ingår i släktet Myloxena och familjen Melolonthidae. Inga underarter finns listade i Catalogue of Life.